# المنبر الديمقراطي لجبال النوبة
المنبر الديمقراطي لجبال النوبة تنظيم سياسي يناضل من اجل حقوق شعب جبال النوبة وجنوب كردفان يقوده كل من: سليمان رحال رئيس المنبر والأمين العام السيدة: نور تاور.